# Myripristis

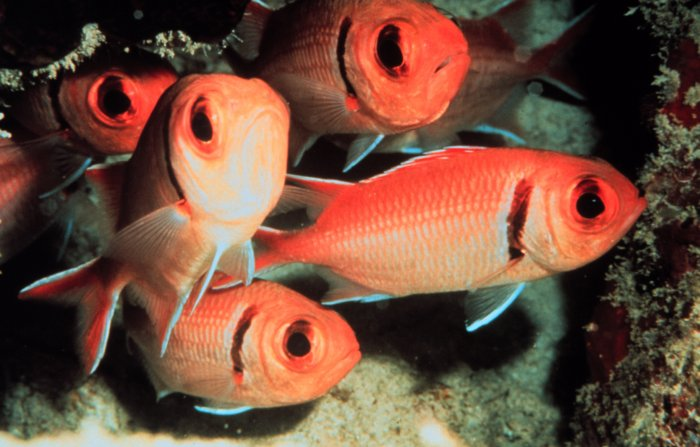
M. jacobus

Myripristis è un genere di pesci ossei marini appartenente alla famiglia Holocentridae,.

## Distribuzione e habitat
La maggior parte delle specie sono diffuse nell'Indo-Pacifico tropicale, alcune vivono nell'oceano Pacifico orientale e il solo M. jacobus è presente nell'oceano Atlantico occidentale e nel mar dei Caraibi.
La maggior parte delle specie sono legate all'ambiente di barriera corallina.

## Descrizione
Rispetto agli altri Holocentridae hanno corpo più alto e tozzo e bocca inserita obliquamente. Gli occhi sono molto grandi. Il colore è spesso rosso con o senza linee e macchie nere ma vi sono specie anche con livrea prevalentemente violacea, brunastra o argentea. M. murdjan può raggiungere eccezionalmente i 60 cm, normalmente la lunghezza della maggior parte delle specie è attorno ai 20-30 cm, comunque considerevole rispetto agli altri generi della famiglia.

## Specie
Il genere conta 28 specie:
- Myripristis adusta
- Myripristis amaena
- Myripristis astakhovi
- Myripristis aulacodes
- Myripristis berndti
- Myripristis botche
- Myripristis chryseres
- Myripristis clarionensis
- Myripristis earlei
- Myripristis formosa
- Myripristis gildi
- Myripristis greenfieldi
- Myripristis hexagona
- Myripristis jacobus
- Myripristis kochiensis
- Myripristis kuntee
- Myripristis leiognathus
- Myripristis murdjan
- Myripristis pralinia
- Myripristis randalli
- Myripristis robusta
- Myripristis seychellensis
- Myripristis tiki
- Myripristis trachyacron
- Myripristis violacea
- Myripristis vittata
- Myripristis woodsi
- Myripristis xanthacra